# Ulica Barcicka w Warszawie
Ulica Barcicka – ulica na warszawskich Bielanach, biegnie od ulicy Bolesława Podczaszyńskiego do ulicy Stanisława Przybyszewskiego.

## Historia
Od momentu włączenia dzielnicy Bielany w obręb Warszawy (1930 r.) ulica znacznie się rozwinęła. Głównie za sprawą powstania pilotażowego osiedla, które nadało jej i całej dzielnicy unikalnego charakteru w zakresie architektury oraz przeznaczenia społecznego.
Na zlecenie spółdzielni „Związkowiec” powstał koncept pojedynczych domów autorstwa Romualda Millera, który zajął ulicę Barcicką wraz z kilkoma sąsiednimi ulicami. Wszystko w myśl idei „wygodnie, tanio, solidnie”. Całość tworzyła zorganizowaną w 1932 roku wystawę „Tani Dom Własny”, prezentując wizję młodych urbanistów, zwolenników reformy mieszkaniowej. Stworzyli oni domy o powierzchni ok. 50 mkw. wraz z ogródkiem do 500 mkw. Domy zachowały się do dziś.